# أليكس لوفيل
أليكس لوفيل (بالإنجليزية: Alex Lovell)‏ هي مقدمة تلفزيونية وممثلة بريطانية، ولدت في 28 مارس 1973 في غريفزند ‏ في المملكة المتحدة.

## وصلات خارجية
- الموقع الرسمي
- أليكس لوفيل على موقع IMDb (الإنجليزية)
- أليكس لوفيل على موقع قاعدة بيانات الفيلم (الإنجليزية)